# Bulbostylis moggii
Bulbostylis moggii là một loài thực vật có hoa trong họ Cói. Loài này được Schönland & Turrill mô tả khoa học đầu tiên năm 1925.